# Królewskie Muzeum Sztuk Pięknych w Antwerpii

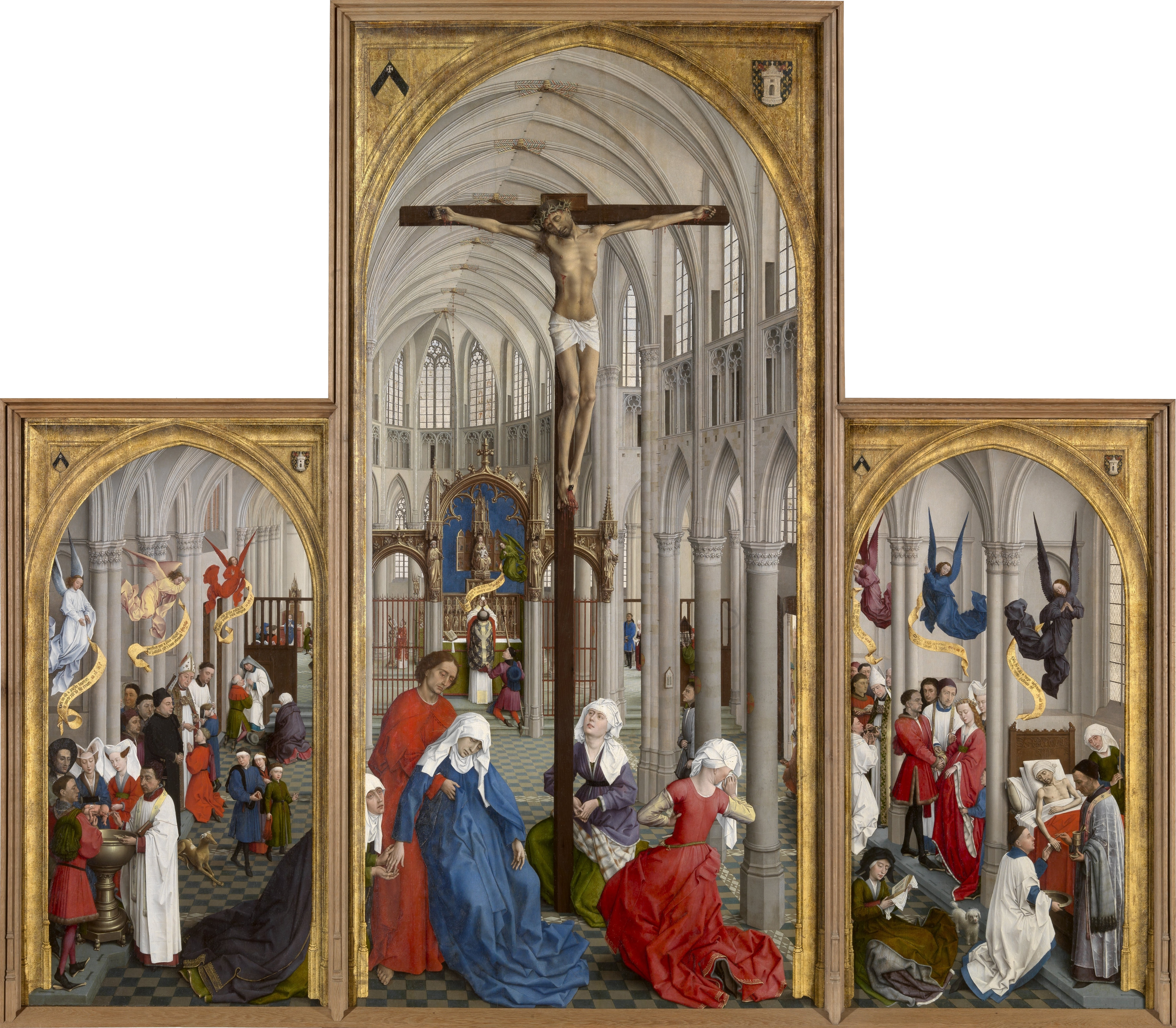
Rogier van der Weyden, Ołtarz siedmiu sakramentów 1445-1450

Królewskie Muzeum Sztuk Pięknych (nl Koninglijk Museum voor Schoene Kunsten) – muzeum w Antwerpii, otwarte w roku 1890, należy do największych zbiorów sztuki w Belgii. Obecny monumentalny budynek siedziby muzeum jest dziełem architekta Leopolda De Waelplaats, wzniesiony w latach 1884–1890.

## Dzieje
Zbiory antwerpskie mają genezę sięgającą XIV stulecia. W 1382 powstała Gildia Św. Łukasza (Sint Lucasgilde); artyści nie tylko prezentowali swoje dzieła, lecz także kolekcjonowali dzieła rówieśników. W 1663 malarz David Teniers podsunął ideę założenia na bazie cechu akademii malarstwa, która ostatecznie powstała w 1773 roku, znana jako Academie voor Schone Kunsten. Znalazły się tam dzieła m.in. Cornelisa de Vos, Petera Paula Rubensa oraz Jacoba Jordaensa. Podczas okupacji Antwerpii przez Francuzów w latach 1794-1796 zgodnie z ideami rewolucji dokonano masowych konfiskat dóbr kościelnych i świeckich; dzieła sztuki przekazano Akademii. Po kongresie wiedeńskim część dzieł zwrócono kościołom.
Wcześniej, bowiem w 1810 r. zbiory przeniesiono do dawnego klasztoru Braci Mniejszych, które wzbogaciły się o dzieła Tycjana i Dawida Teniersa II. Przełomem dla dziejów muzeum było przekazanie spadku po Ridderze Florentcie van Ertborn wiceprezydenta Antwerpii, którego kolekcja zawierała dzieła dawnych mistrzów takich jak Jan van Eyck, Rogier van der Weyden, Hans Memling, Jean Fouquet, Simone Martini, Antonello da Messina. W 1859 muzeum wzbogaciło się o kilkadziesiąt dzieł XVII wiecznego malarstwa Niderlandów dzięki darowiźnie baronowej Adelaïde Van den Hecke-Baut. 29 stycznia 1877, władze miasta zorganizowały konkurs projektów nowego muzeum. Wygrało sześć projektów z których dwa lata później wyróżniono pomysły Jana Jacoba Windersa i Fransa Van Dijka. Otwarcie nowej siedziby muzeum miało miejsce dnia 11 sierpnia 1890.
Od 1927 roku muzeum stało się instytucją państwową. W latach 20. XX wieku przy muzeum zawiązano stowarzyszenie Vrienden van Moderne Kunst (Przyjaciele Sztuki Współczesnej), skupiające miłośników sztuki takich jak m.in. bracia Louis, François and Charles Franck, którzy przekazali wielką kolekcję dzieł Jamesa Ensora. Natomiast w 1989 dzięki Dr Ludowi van Bogaert-Sheid muzeum wzbogaciło się o 13 obrazów, 36 rysunków i 8 rzeźb Rika Woutersa.

## Zbiory
Dominantą w zbiorach muzeum jest kolekcja dzieł malarstwa niderlandzkiego doby późnego gotyku. Są to dzieła malarzy takich jak  Jan van Eyck, Rogier van der Weyden, Dirk Bouts i Hans Memling. Okres odrodzenia reprezentują Quentin Massys, Joachim Patinir, Frans Floris i Martin de Vos, zaś baroku Peter Paul Rubens, Anton van Dyck i Jacob Jordaens. Malarstwo belgijskie XIX stulecia egzemplifikują obrazy Nicaise de Keysera i Hendrika Leysa, Henriego De Braekeleer oraz Jamesa Ensora.
Oprócz dzieł malarstwa niderlandzkiego i belgijskiego w można podziwiać obrazy takich mistrzów jak m.in. Jean Fouquet, Simone Martini oraz Frans Hals.
Sztukę XX wieku reprezentują dzieła Rika Woutersa, Constanta Permeke, Rena Magritte, a ponadto Amedea Modiglianiego.

## Wybrane dzieła

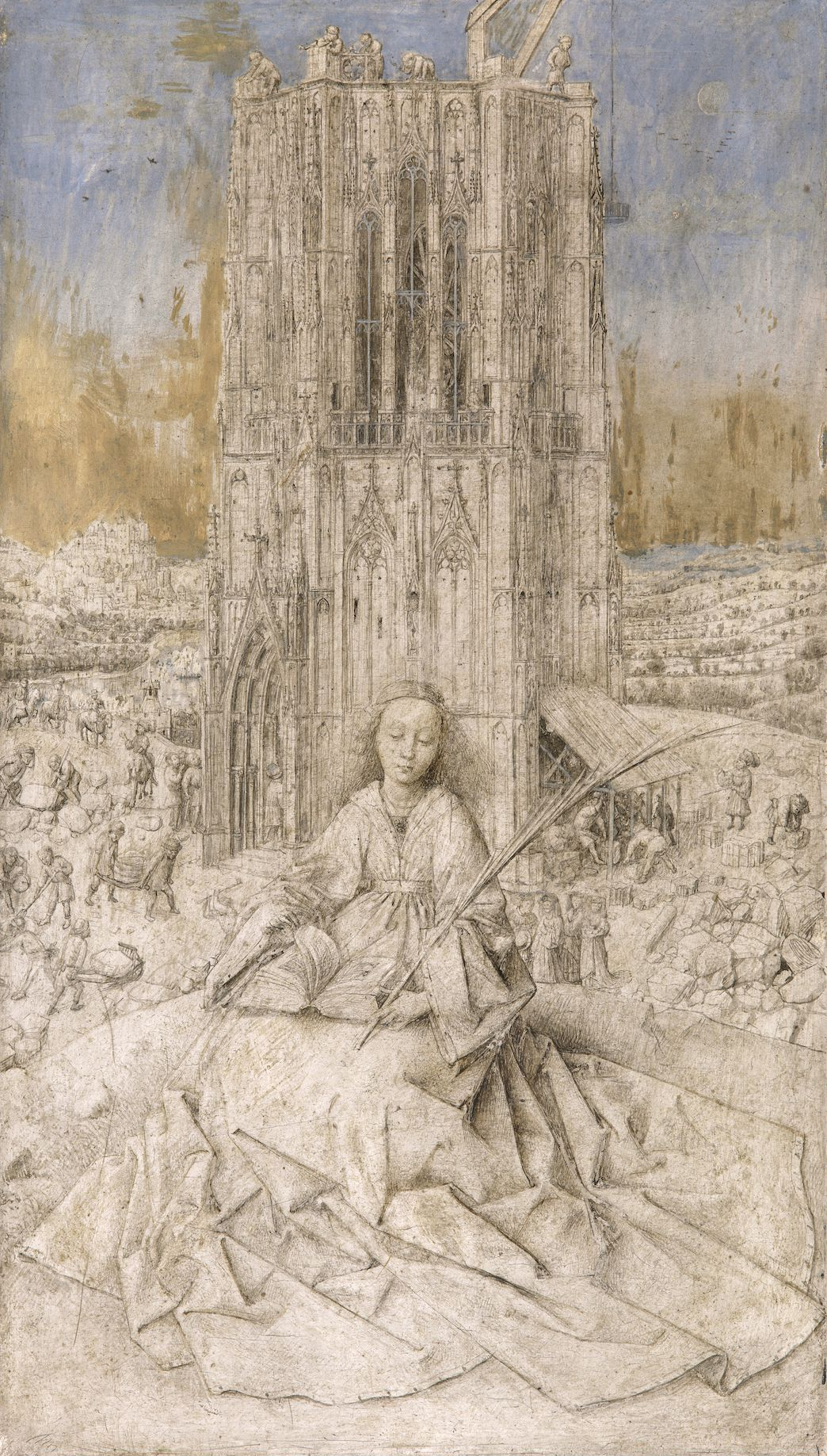
Jan van Eyck: Święta Barbara
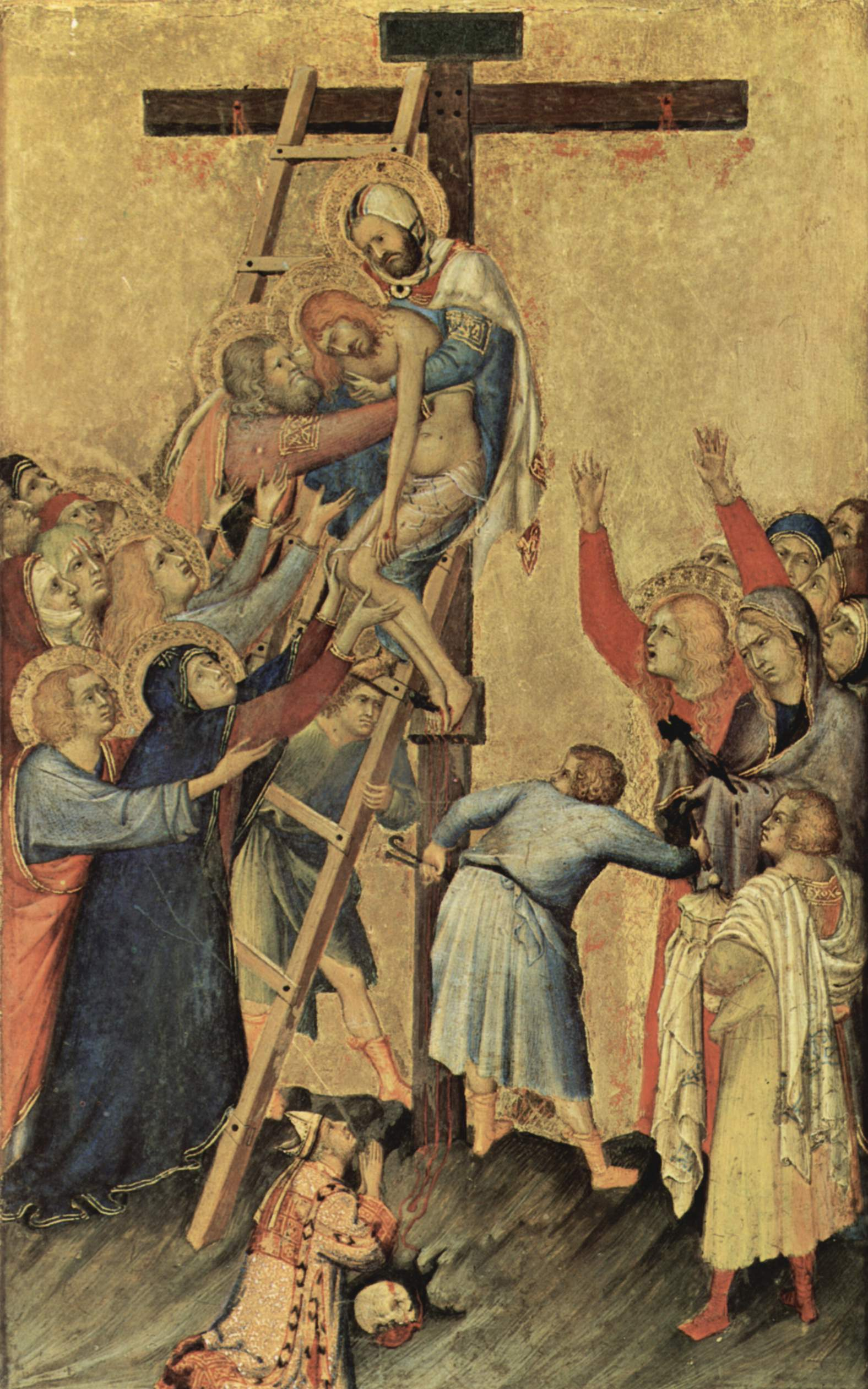
Simone Martini: Zdjęcie z krzyża z Poliptyku Orsinich
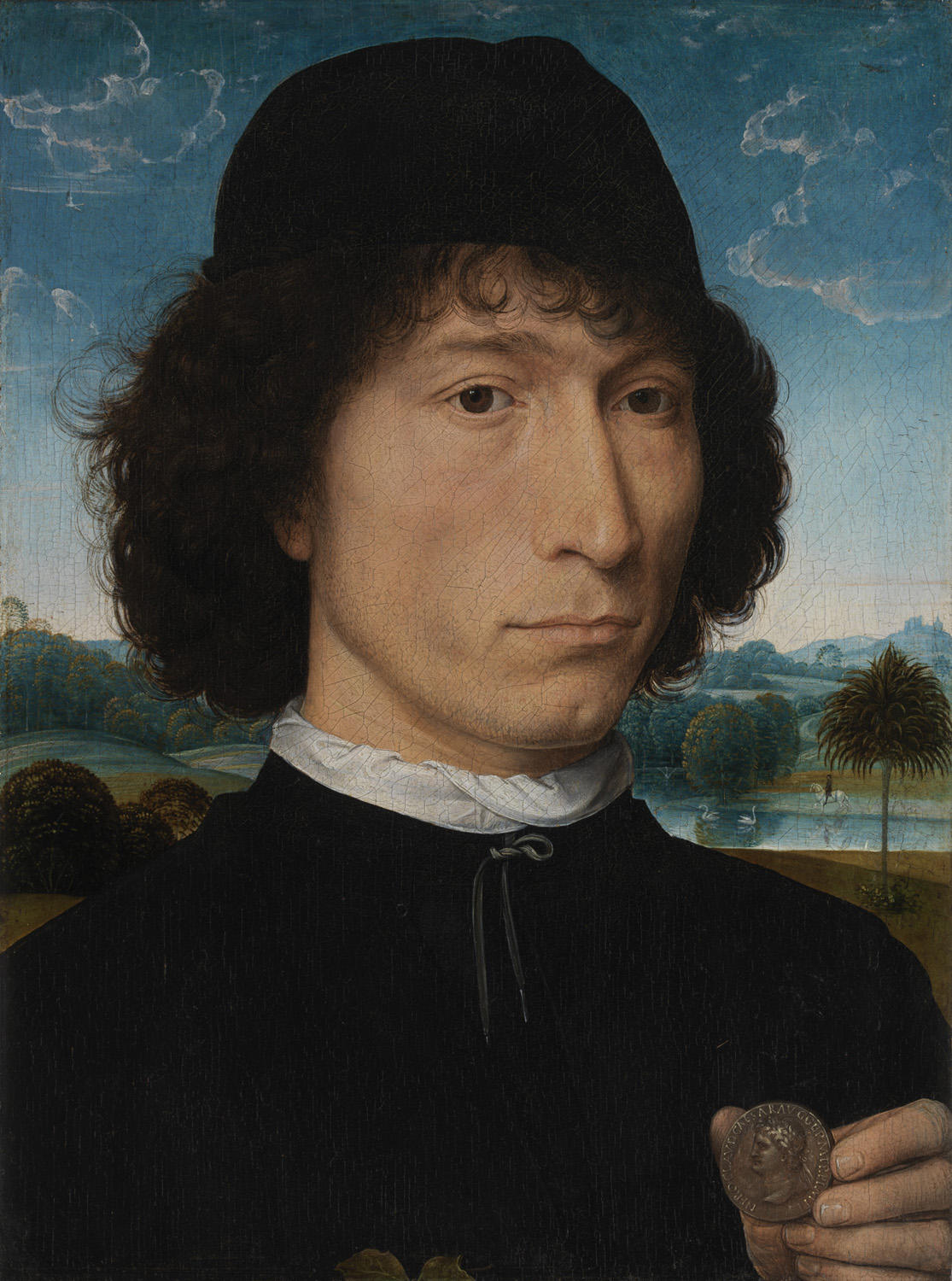
Hans Memling: Portret mężczyzny z monetą
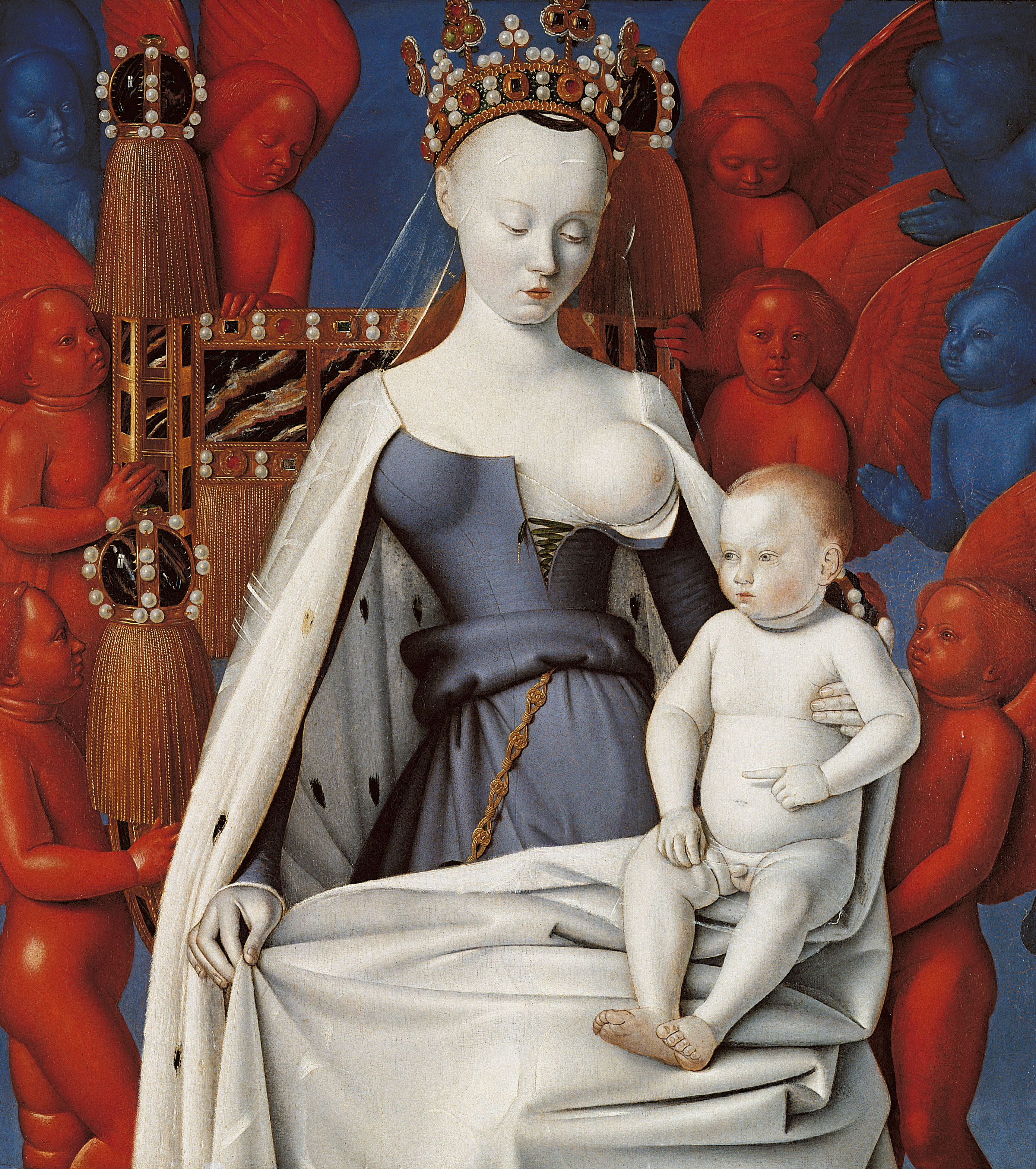
Jean Fouquet: Maria z Dzieciątkiem, prawe skrzydło Dyptyku z Melun
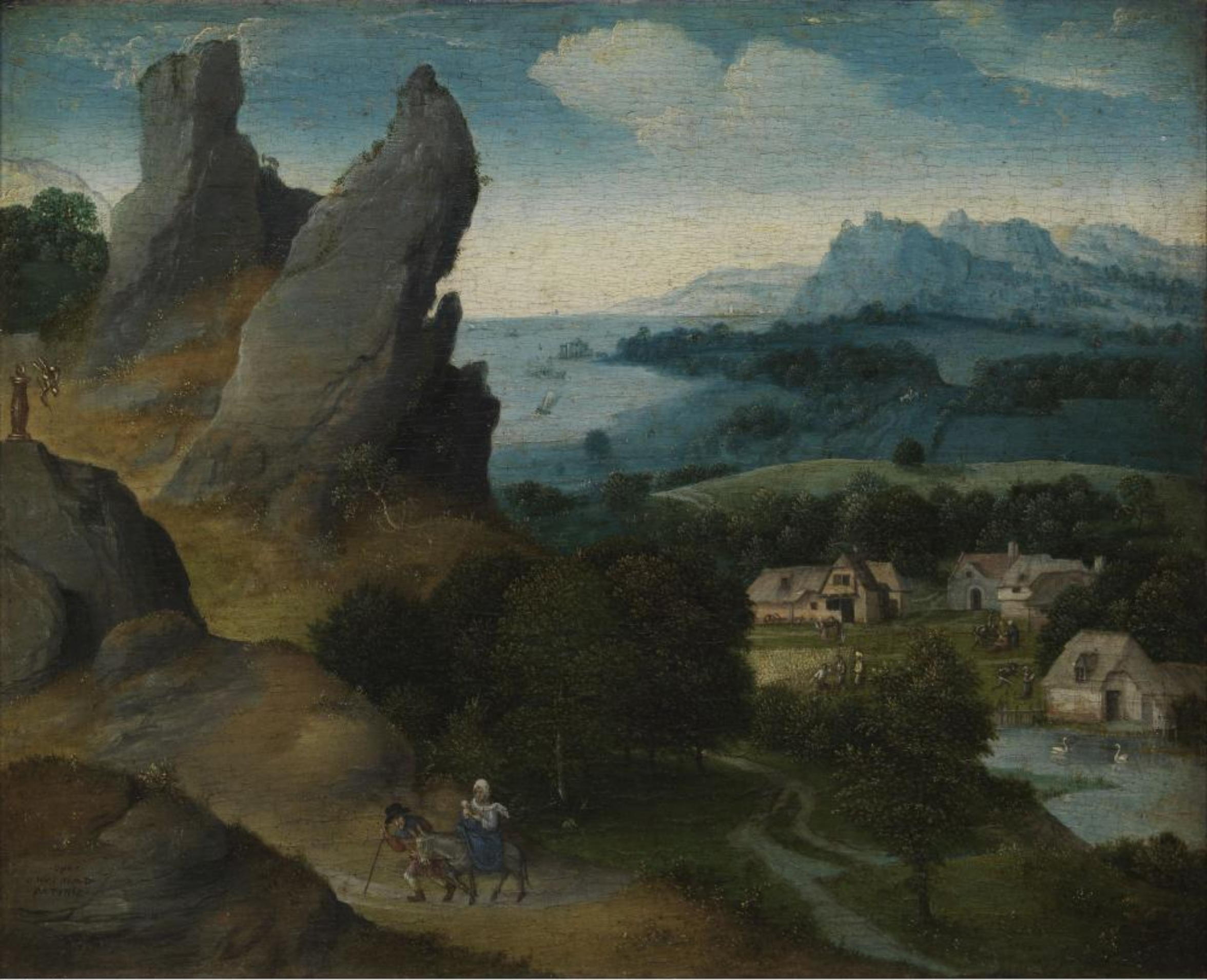
Joachim Patinir: Ucieczka do Egiptu
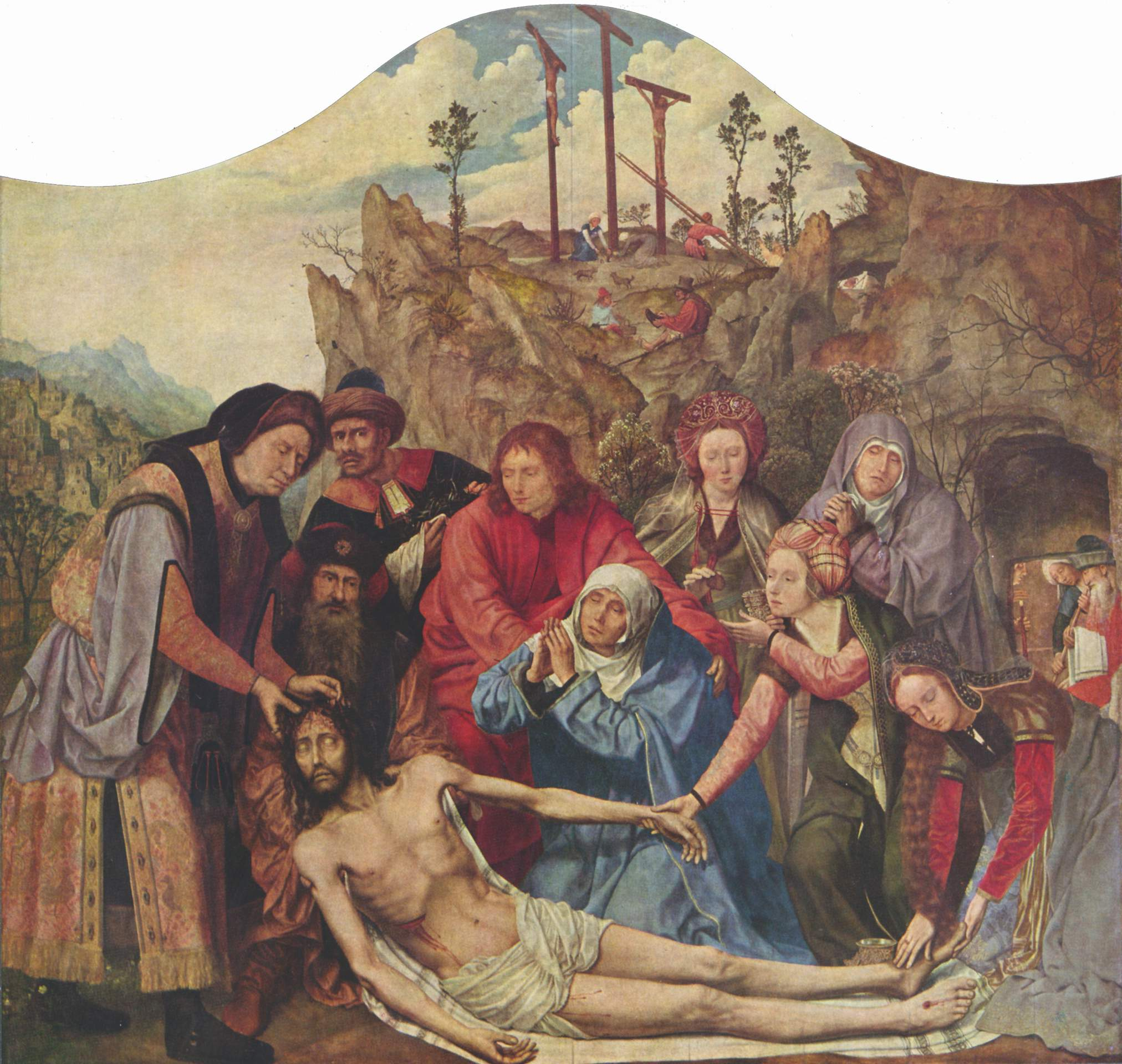
Quentin Massys: Złożenie do grobu
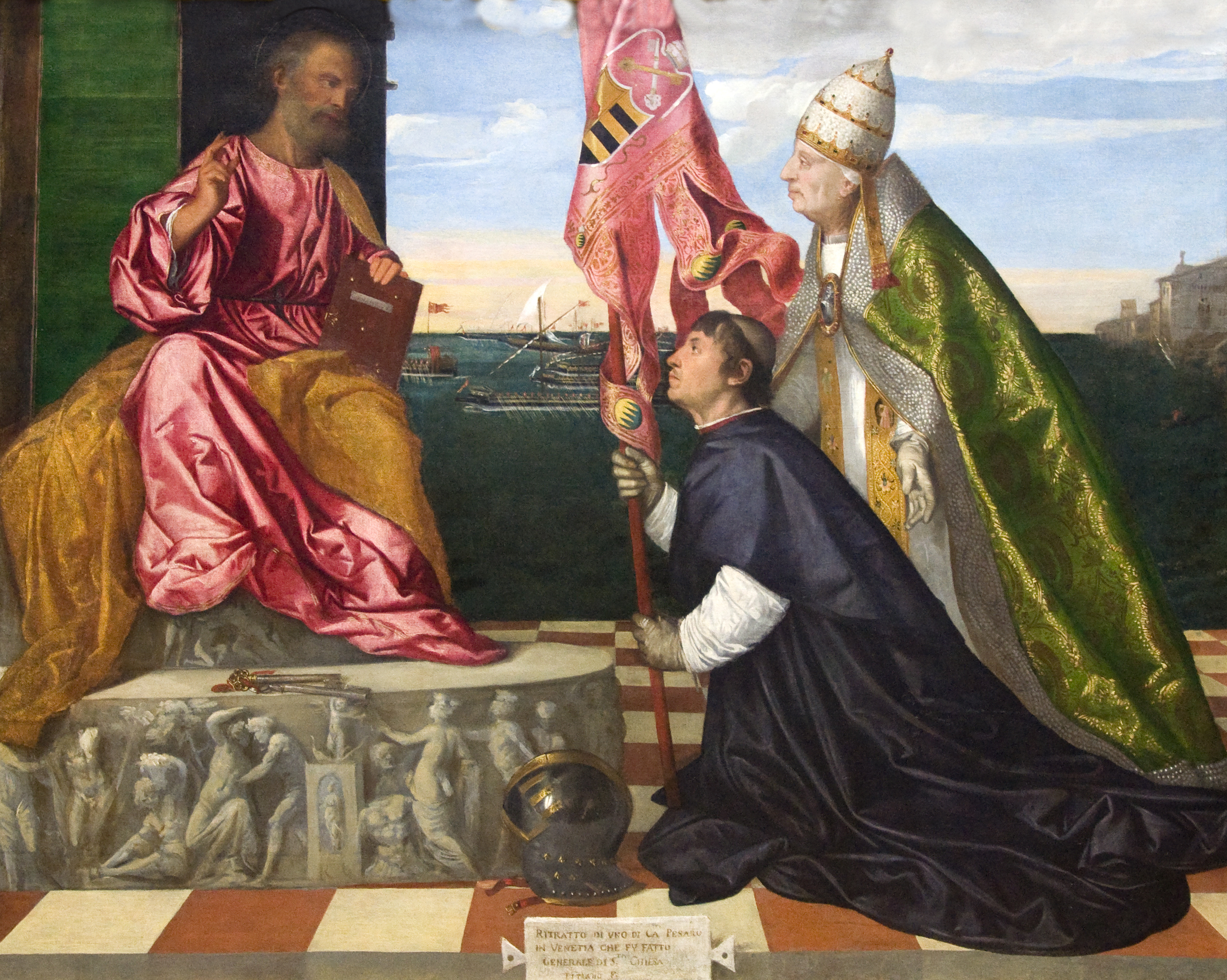
Tycjan: Papież Aleksander VI i Jacopo Pesaro przed Św. Piotrem
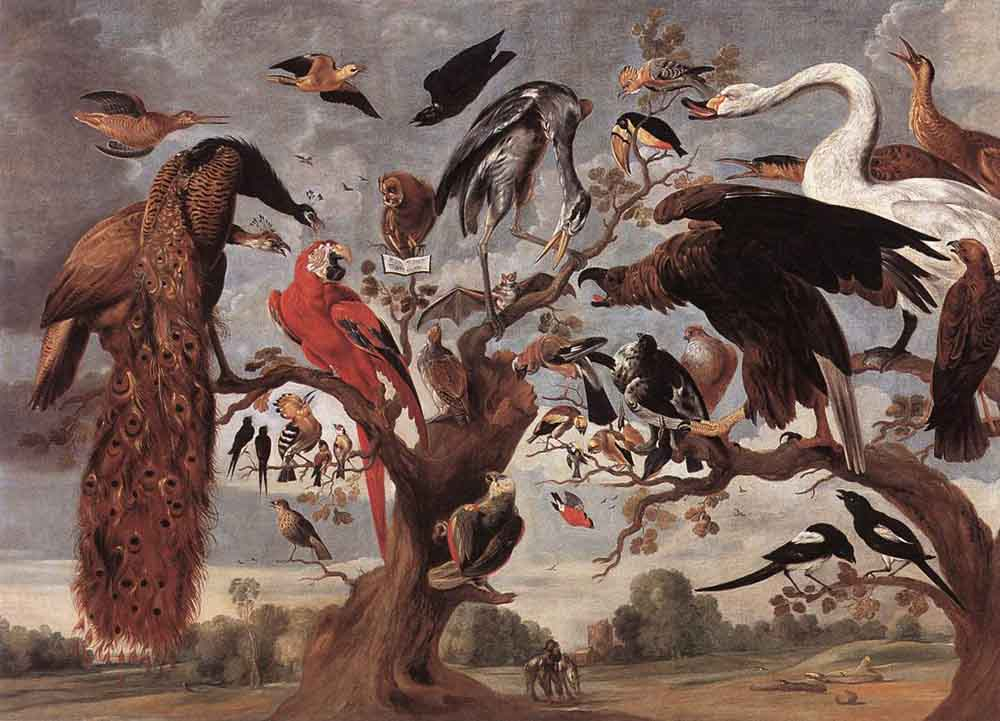
Jan van Kessel: Pośmiewisko sowy
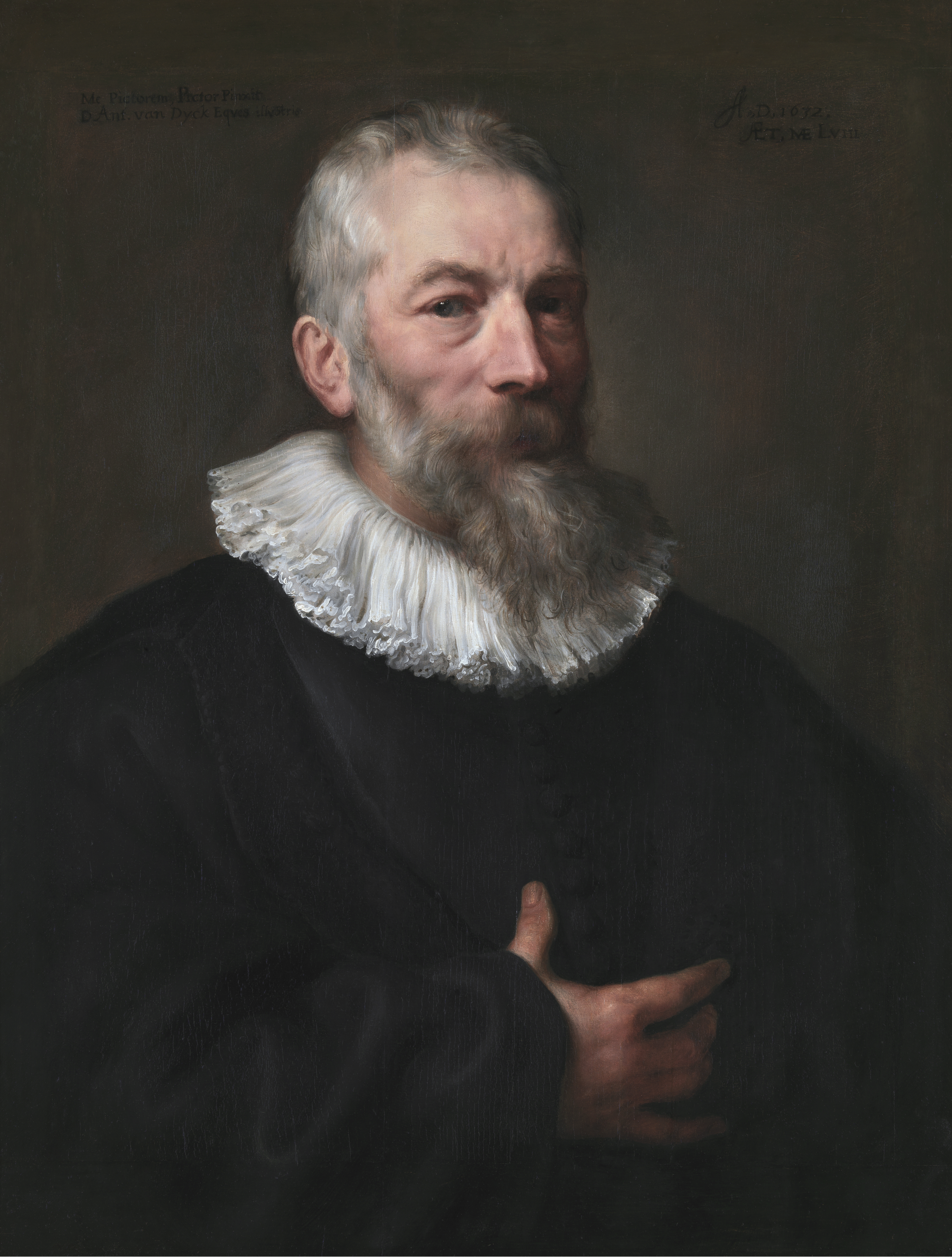
Anton van Dyck: Portret Martena Pepyna
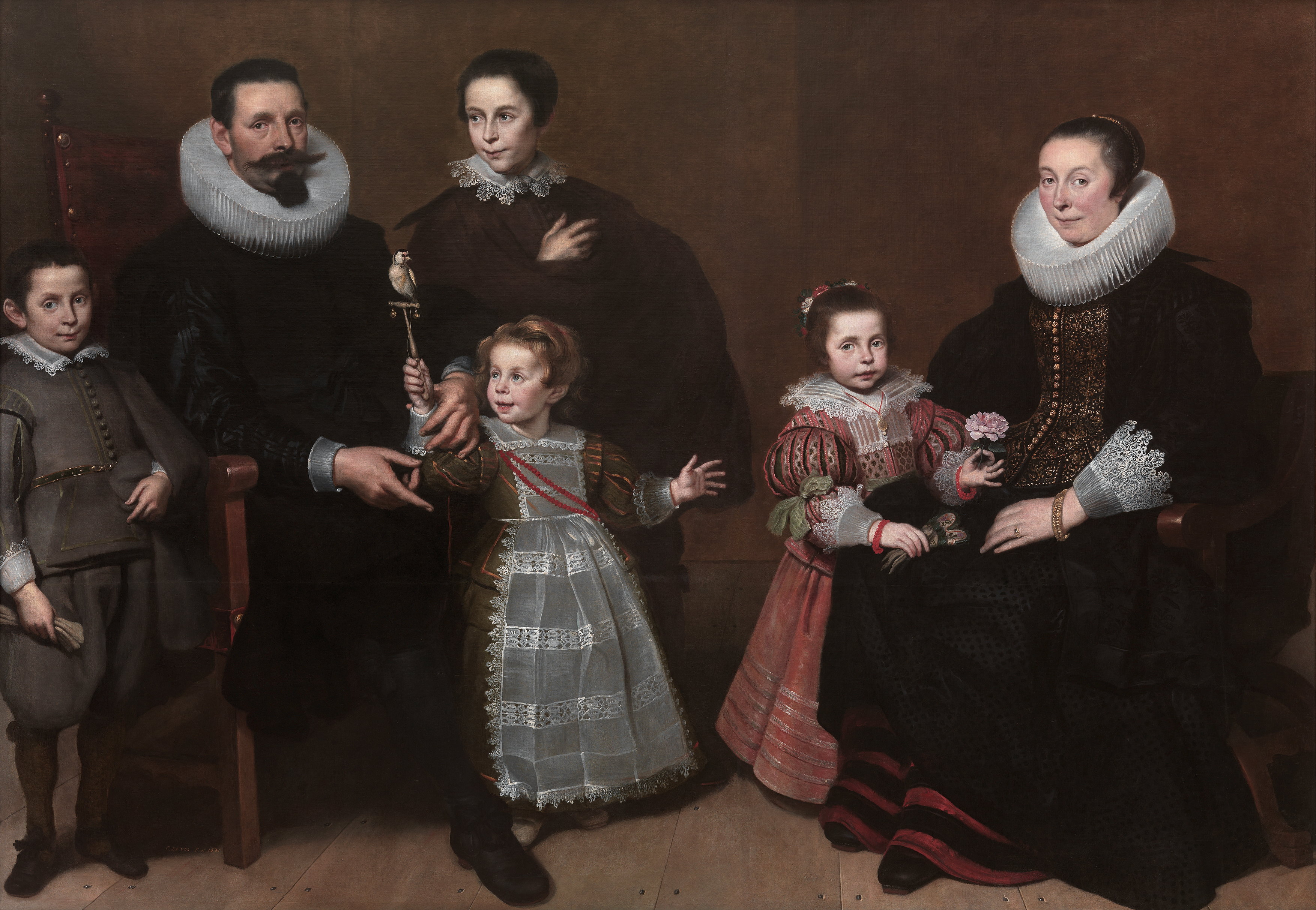
Cornelis de Vos: Portret rodziny
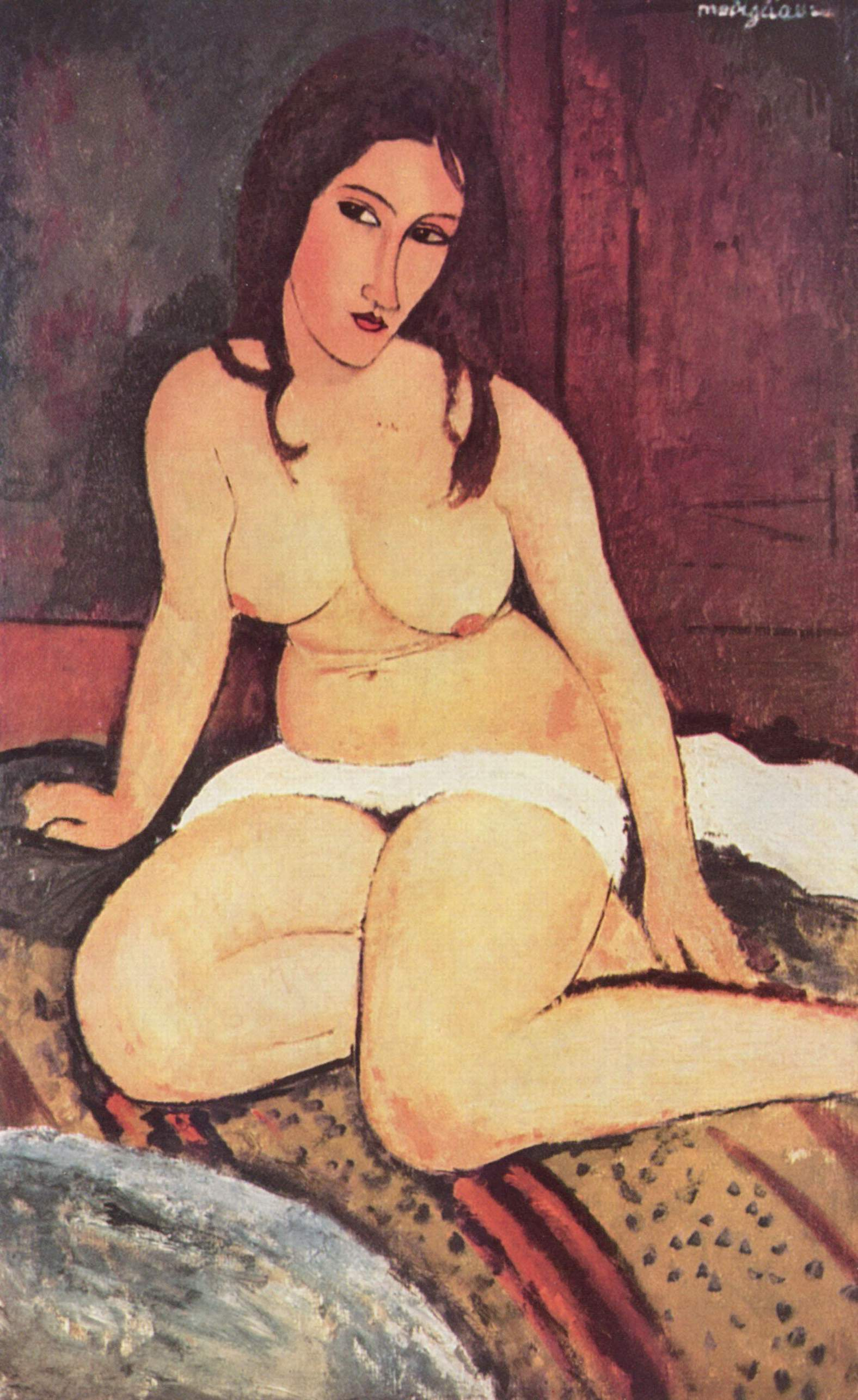
Amedeo Modigliani: Akt siedzący
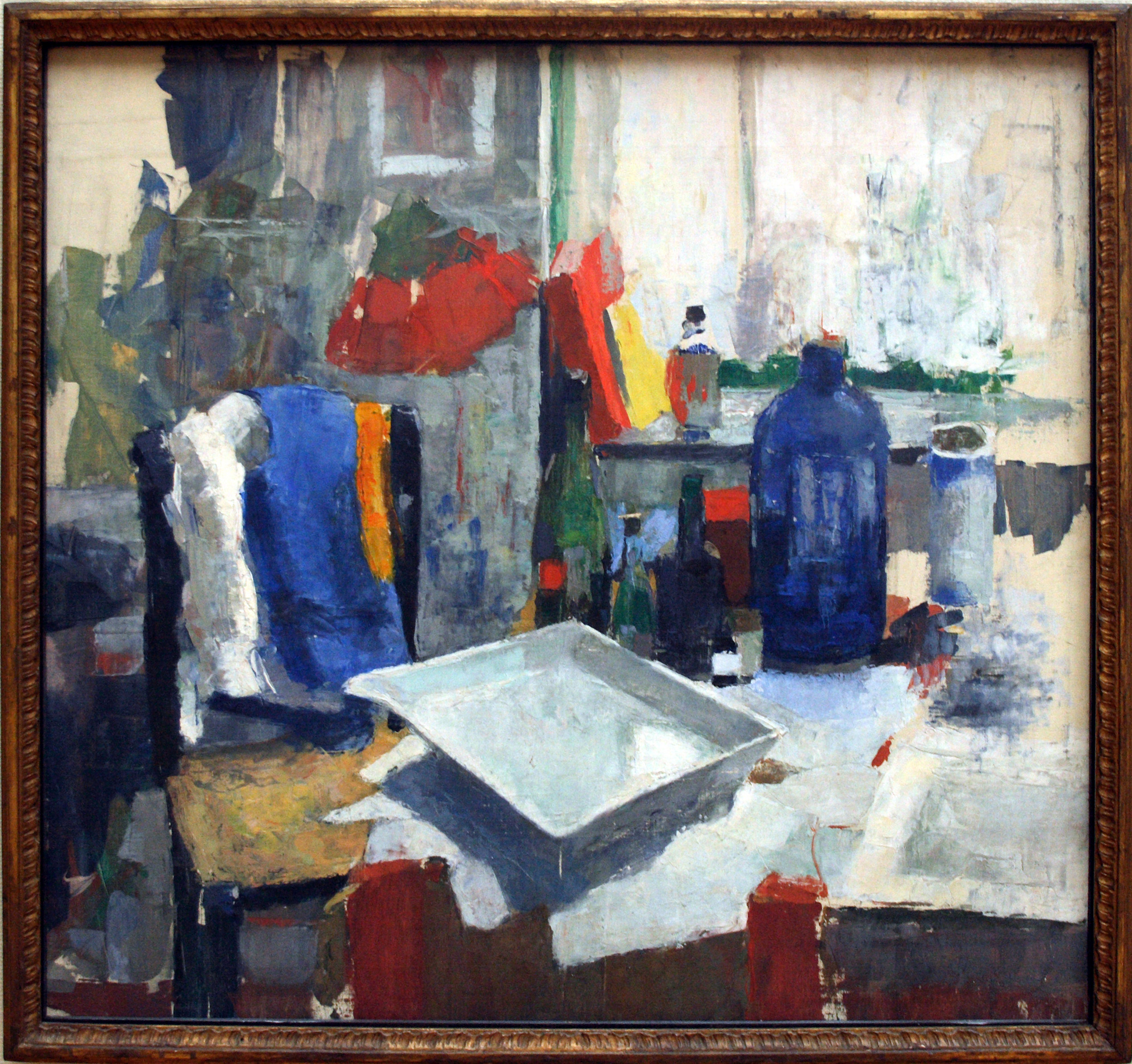
Rik Wouters: Zestaw obiadowy